# Stephan Ackermann (natation)
Pour les articles homonymes, voir Ackermann.
Cet article concerne un nageur sud-africain. Pour l'évêque catholique allemand, voir Stephan Ackermann.
Stephan Ackermann, né le 2 avril 1983 en Afrique du Sud, est un nageur sud-africain.

## Carrière
Aux Jeux africains de 2003 à Abuja, Stephan Ackermann est médaillé d'or du 50 mètres papillon et du relais 4 x 200 mètres nage libre et médaillé d'argent des 50, 100 et 200 mètres nage libre, du 100 mètres papillon ainsi que des relais 4 x 100 mètres nage libre et 4 x 100 mètres quatre nages.